# Royal College of Psychiatrists

Fassade des Royal College of Psychiatrists in der Prescot Street 21, London

Das Royal College of Psychiatrists ist eine Organisation der Psychiater in Großbritannien und Nordirland.
Neben der Erfüllung administrativer Aufgaben für die Berufsgruppe der Psychiater ist das Royal College of Psychiatrists auch im Bereich themenbezogener Weiterbildung und Öffentlichkeitsarbeit tätig. Im Rahmen dieser Tätigkeit werden hochwertige Informationsschriften über psychische Erkrankungen erarbeitet und publiziert.
In ähnlicher Form und unter anderen Namen bereits seit 1841 bestehend, wurde das Royal College of Psychiatrists in der jetzigen Form im Jahre 1971 etabliert.
Das Büro des Royal College of Psychiatrists befindet sich in London.
Derzeit hat die Gesellschaft 2.700 Mitglieder. Präsident ist seit 2020 Adrian James.